# The Broca Divide (Zvezdna vrata SG-1)
The Broca Divide je naslov epizode znanstveno-fantastične serije Zvezdna vrata, v kateri se O'Neill z ekipo skozi zvezdna vrata odpravi na planet P3X797, kjer odkrijejo svet, razdeljen na svetlo in temno stran. Tudi prebivalci se delijo v dve skupini, na dotakljive in nedotakljive. Dotakljivi živijo na temni polovici planeta, so mračni primitivci, s slabo razvitimi sposobnostmi in živalskim nagonom, s katerimi se ekipa sreča takoj po prihodu. Na drugi, svetlejši strani so ljudje iz bronaste dobe, podobni minojski civilizaciji na Zemlji. Ta civilizacija usodo ljudi na temni strani planeta obravnava kot prekletstvo.
Po povratku na Zemljo se tudi pri nekaterih članih ekipe SG-1 začnejo pojavljati značilnosti prebivalcev na temni strani obiskanega planeta. Da bi rešili težavo, se del ekipe ponovno odpravi na planet, da bi ugotovili vzrok težave. Na podlagi preučevanja izdelajo zdravilo, s katerim jim uspe ozdraviti vse prebivalce temne strani planeta.